# Alex Comfort
Alex Comfort, född den 10 februari 1920 i London, död den 26 mars 2000, var en brittisk vetenskapsman och läkare. Han var också författare av både skönlitteratur och facklitteratur och mest känd blev han för sin sexupplysningsbok, The Joy of Sex (1972).

## Biografi
Comfort utbildade sig vid Highgate School i London, där han under studietiden var övertygad om att han skulle kunna uppfinna ett överlägset sätt att tillverka krut. Experimenten slutade med att han sprängde av sin vänstra hand så när som på tummen.
Han fortsatte sina studier vid Trinity College vid Cambridge University, där han 1944 tog en mastersexamen i medicin, och sedan vid Royal College of Physicians och slutligen fram till doktorsgraden vid University College i  London.
Confort var en ledande pacifist som ansåg sig vara ”an aggressive antimilitarist” och ansåg att pacifismen grundade sig på anarkismens historiska teori. Han var en aktiv medlem i Peace Pledge Union (PPU) och Campaign for Nuclear Disarmarment, och vapenvägrare i andra världskriget.
Han bedrev ett omfattande författarskap inom anarkismens område och hade en offentlig korrepondens med George Orwell om försvar för pacifismen.
Boken The Joy of Sex gjorde Comfort internationellt känd som "Dr Sex", vilket han var missnöjd med och ansåg att hans andra verk gavs för liten uppmärksamhet.
År 1991 drabbades Comfort av en svår hjärnblödning och avled år 2000, 80 år gammal.